# 太平洋海岸 (加利福尼亞州)
太平洋海岸（英語：Pacific Shores）是位於美國加利福尼亞州德爾諾特縣的一個非建制地區。該地的面積和人口皆未知。

## 地理
太平洋海岸的座標為41°51′19″N 124°12′05″W / 41.85528°N 124.20139°W，而該地的平均海拔高度為6米（即20英尺）。